# Aso ni San Roque
Aso ni San Roque es una serie de televisión filipina transmitida por GMA Network en 2012. Está protagonizada por Mona Louise Rey, LJ Reyes, TJ Trinidad, Angelika de la Cruz, Gardo Versoza y Paolo Contis.

## Elenco

### Elenco principal
- Mona Louise Rey como Fatima Salvador / Raquel.
- Angelika de la Cruz como Bulan.
- LJ Reyes como Lualhati Salvador / Lourdes.
- TJ Trinidad como Mateo Salvador.

### Elenco secundario
- Paolo Contis como Sento / Peter Silverio.
- Gardo Versoza como Kanlaon.
- Gwen Zamora como Anaira.
- Eddie García como Supremo.
- Nova Villa como Ofelia Sandoval.
- Buboy Garovillo como Noah.
- Pen Medina como Ben Asino.
- Rich Asunción como Bernice Montemayor.
- Boots Anson-Roa como Doña Constancia Aragon.
- Gene Padilla como Paul Andrade.